# Vuadens
Vuadens (antiguamente en alemán Wüadingen y Wüdingen) es una comuna suiza del cantón de Friburgo, situada en el distrito de Gruyère. Limita al oeste y al noroeste con la comuna de Vaulruz, al noreste con Riaz y Echarlens, al este y sur con Bulle, y al extremo suroeste con Gruyères. 